# مدرسة الطب بجامعة كيس وسترن ريسرف
مدرسة الطب بجامعة كيس ويسترن ريسيرف (بالإنجليزية: Case Western Reserve University School of Medicine)‏ هي إحدى الكليات لتدريس الطب في الولايات المتحدة الأمريكية. تقع في مدينة كليفلاند في ولاية أوهايو الأمريكية. نوع الشهادة الطبية التي يتم تحصيلها هناك هي دكتور في الطب.

## خريجون بارزون
- جورج واشنطن كرايل
- ماتيو ليفي